# Yuri Berchiche
Yuri Berchiche Izeta (Zarautz, 10 februari 1990) – alias Yuri – is een Spaans voetballer die doorgaans als linksback speelt. Hij verruilde Paris Saint-Germain in juli 2018 voor Athletic Bilbao.

## Clubcarrière
Berchiche speelde in de jeugd voor Real Sociedad, Athletic Bilbao en Tottenham Hotspur. In maart 2009 werd hij voor twee maanden uitgeleend aan Cheltenham Town. Tijdens het seizoen 2009/10 werd de linksachter uitgeleend aan Real Valladolid. In 2010 maakte hij transfervrij de overstap naar Real Unión. In 2012 nam Real Sociedad Berchiche transfervrij over. De club leende hem meteen uit aan SD Eibar, waar hij 73 competitiewedstrijden zou spelen in twee seizoenen. In 2014 keerde Berchiche terug naar Real Sociedad, waar hij zijn kans greep in het eerste elftal. Op de openingsspeeldag van het seizoen 2014/15 verscheen de linksback in de basiself in een uitwedstrijd tegen SD Eibar, de club die hij hielp promoveren.

## Interlandcarrière
Berciche werd geselecteerd voor de nationale jeugdelftallen Spanje –16 en Spanje –17. Op 28 december 2014 maakte hij zijn debuut in het Baskisch voetbalelftal, een door de FIFA niet-erkend vertegenwoordigend elftal van het Baskenland, in een vriendschappelijke wedstrijd tegen Catalonië (1–1 gelijkspel).

## Erelijst
| Kampioen Ligue 1  | 1x | 2017/18 |
| Coupe de France   | 1x | 2017/18 |
| Coupe de la Ligue | 1x | 2017/18 |